# Cilleros de la Bastida
Cilleros de la Bastida – gmina w Hiszpanii, w prowincji Salamanka, w Kastylii i León, o powierzchni 16,97 km². W 2011 roku gmina liczyła 36 mieszkańców.